# Boruja Nowa
Boruja Nowa (prononciation : [bɔˈruja ˈnɔva]) est un village polonais de la gmina de Nowy Tomyśl dans le powiat de Nowy Tomyśl de la voïvodie de Grande-Pologne dans le centre-ouest de la Pologne.
Il se situe à environ 6 kilomètres au sud de Nowy Tomyśl (siège de la gmina et du powiat) et à 56 kilomètres à l'ouest de Poznań (capitale régionale).

## Histoire
De 1975 à 1998, le village faisait partie du territoire de la voïvodie de Poznań.

Depuis 1999, Boruja Nowa est situé dans la voïvodie de Grande-Pologne.
Le village possède une population de 596 habitants en 2012.